# Harz Energie

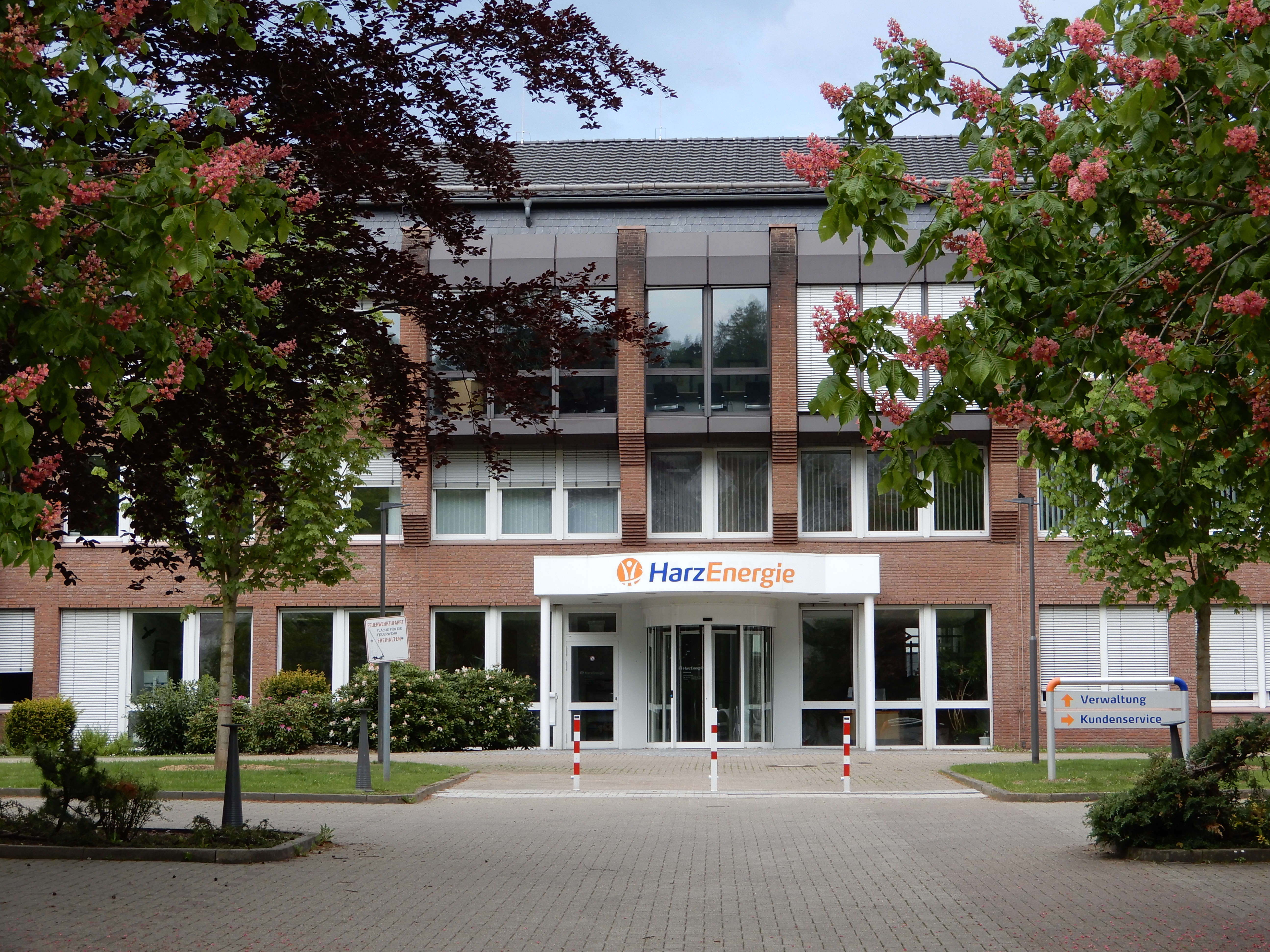
Hauptverwaltung in Osterode am Harz

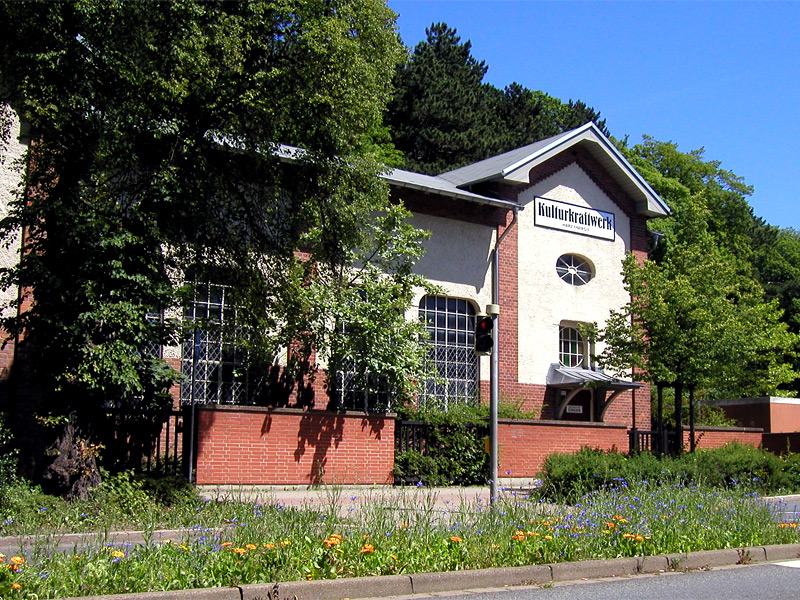
Das Kulturkraftwerk in Goslar

Die Harz Energie GmbH & Co. KG ist ein deutscher Energieversorger mit Sitz in Osterode am Harz und Grundversorger im Netzgebiet.

## Geschichte
Das Unternehmen entstand 2002 aus der Fusion der Nordharzer Kraftwerke, der Licht- und Kraftwerke Harz und der Westharzer Kraftwerke.

## Produkte
Das Unternehmen lieferte im Jahr 2023 1,72 Mrd. kWh Erdgas, 675 Mio. kWh Strom, 5,4 Mio. m³ Trinkwasser und 24 Mio. kWh Wärme an etwa 290.000 Kunden. Das Netzgebiet der 100%igen Tochtergesellschaft Harz Energie Netz GmbH umfasst 150 Orte im Harz, dem Harzvorland sowie dem Eichsfeld zwischen Bad Lauterberg im Harz, Bad Sachsa, Duderstadt, Goslar, Osterode am Harz und Seesen. Insgesamt betreibt die Netzgesellschaft 70.800 Gaszähler, 112.000 Stromzähler und 32.000 Wasserzähler.

## Soziales Engagement
Das Unternehmen betreibt das Kulturkraftwerk Harz Energie und fördert Sport- und Kulturveranstaltungen. Die Ausbildungsquote liegt mit ca. 9 Prozent höher als der Bundesdurchschnitt.

## Unternehmensstruktur

### Gesellschafter
Die Gesellschafter setzen sich zusammen aus
- der Thüga AG,
- der Wirtschaftsbetriebe der Stadt Osterode GmbH,
- der Stadt Goslar (Stadtwerke Goslar),
- der Wirtschaftsbetriebe Stadt Seesen/Harz GmbH,
- der Stadtwerke Bad Lauterberg im Harz GmbH,
- der Braunlage Tourismus GmbH,
- der Eichsfelder Wirtschaftsbetriebe GmbH,
- sowie dem Landkreis Göttingen.

### Beteiligungen
| Beteiligungsanteil | Unternehmen                                                  |
| ------------------ | ------------------------------------------------------------ |
| 100,00 %           | Harz Energie Verwaltungs-GmbH                                |
| 100,00 %           | Harz Energie Netz GmbH                                       |
| 100,00 %           | Bad Lauterberg Energie GmbH                                  |
| 100,00 %           | Stadtwerke Bad Harzburg GmbH                                 |
| 49,00 %            | Dangers Elektrotechnik GmbH, Osterode am Harz                |
| 33,33 %            | Windenergie Hattorfer Berg GmbH & Co. KG                     |
| 33,33 %            | Windenergie Hattorfer Berg Verwaltungs-GmbH, Hattorf am Harz |
| 25,10 %            | Eichsfelder Energie- u. Wasserversorgungsgesellschaft mbH    |
| 25,10 %            | Stadtwerke Bad Sachsa GmbH                                   |
| 24,90 %            | RIO Holzenergie GmbH & Co., Langelsheim KG, Langelsheim      |
| 24,00 %            | Stadtwerke Altenau GmbH                                      |
| 20,00 %            | Gemeindewerke Bovenden GmbH & Co. KG                         |
| 20,00 %            | SWN Stadtwerke Northeim GmbH                                 |
| 10,00 %            | 450MHz Beteiligung GmbH                                      |
| 9,38 %             | Template4TAP GmbH & Co. KG                                   |
| 5,39 %             | KOM9 GmbH & Co. KG                                           |
| 4,10 %             | Thüga Erneuerbare Energien GmbH & Co. KG                     |